# Кукис, Йорг
Йорг Кукис (нем. Jörg Kukies; род. 21 февраля 1968, Майнц) — немецкий политик, член СДПГ. Министр финансов Германии (2024—2025).

## Биография
Родился 21 февраля 1968 года в Майнце, его отец работал инженером в компании IBM, поэтому часть детства Кукис провёл в Сан-Хосе (Калифорния). В 1988 году окончил школу и поступил в Майнцский университет, в 1994 году окончил Университет Париж 1 Пантеон-Сорбонна (в обоих университетах изучал экономику). В 1997 году получил степень магистра государственного управления в Школе управления имени Джона Ф. Кеннеди Гарвардского университета, куда поступил по стипендиальной программе имени Маклоя. Позднее защитил диссертацию в Школе бизнеса имени Бута Чикагского университета, в 2001 году получил степень доктора философии.
С 2001 по 2018 год работал в инвестиционном банке Goldman Sachs, где со временем занял пост сопредседателя правления в Германии и Австрии. В 2018 году министр финансов Германии Олаф Шольц назначил Кукиса государственным секретарём Федерального министерства финансов, где он отвечал за политику на финансовых рынках и европейскую политику. С 2021 года работал в правительстве Олафа Шольца в должности государственного секретаря, занимаясь вопросами финансовой и экономической политики, а также проблемами изменения климата.
7 ноября 2024 года назначен министром финансов после выхода из правительства министров от Свободной демократической партии в ходе начавшегося политического кризиса.